# Kloster Veßra

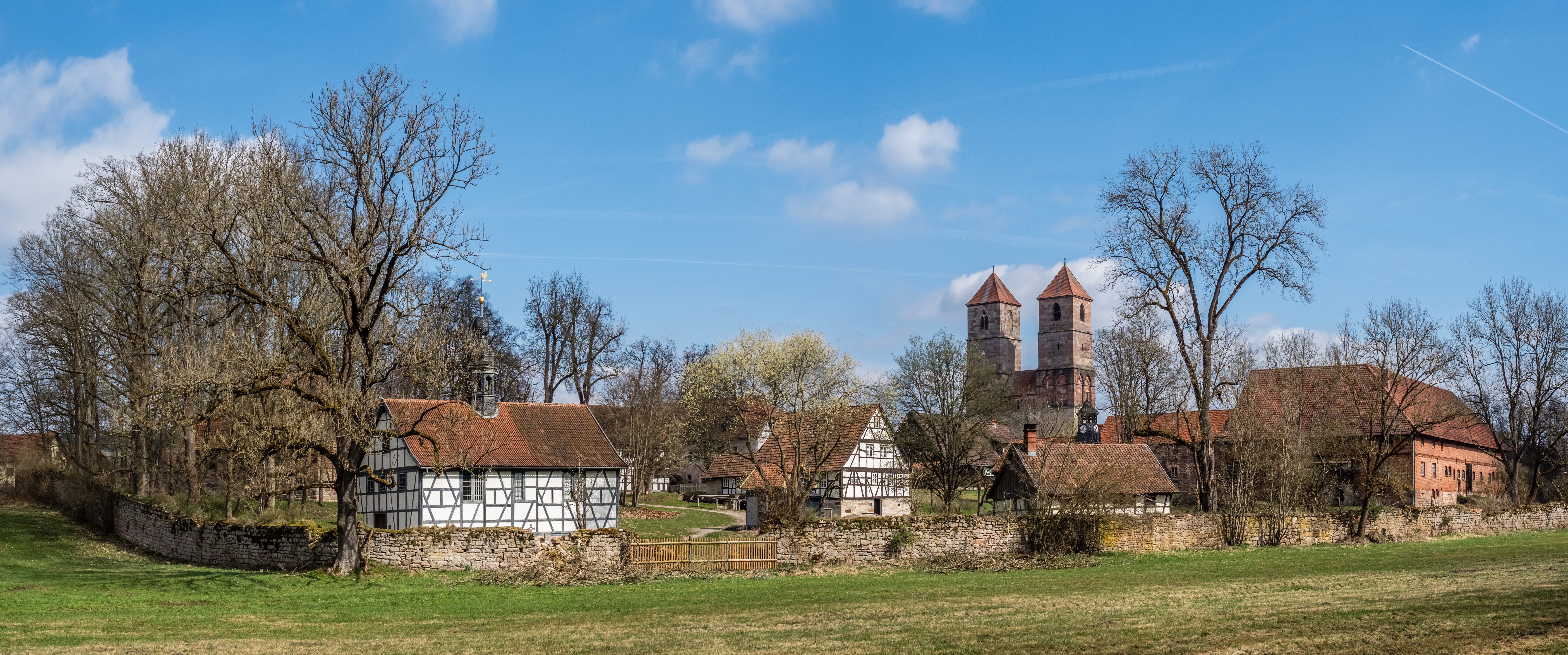
Freilandmuseum Kloster Veßra

Kloster Veßra war ein Prämonstratenser-Stift und ist heute eine Gemeinde im Landkreis Hildburghausen im fränkisch geprägten Süden von Thüringen. Sie gehört zur Verwaltungsgemeinschaft Feldstein. Der Verwaltungssitz befindet sich in der Stadt Themar.
Das gleichnamige Prämonstratenserkloster ist das Wahrzeichen des Ortes. Heute ist hier das Hennebergische Museum Kloster Veßra, ein Freilichtmuseum für Regionalgeschichte und Volkskunde, untergebracht.

## Geographie
Kloster Veßra liegt an der Einmündung der Schleuse in die Werra.

## Gemeindegliederung
Ortsteile sind Neuhof (im 17. Jahrhundert hervorgegangen aus der Wüstung und dem Hof Atlas) und Zollbrück.

## Geschichte
Die Geschichte des Ortes ist eng verbunden mit dem namengebenden, im Jahr 1131 gegründeten Prämonstratenserkloster, das im 16. Jahrhundert säkularisiert wurde, um danach als fürstliche bzw. von 1815 bis 1945 als staatliche Domäne Preußens bewirtschaftet zu werden. Die 1138 geweihte Stiftskirche diente nach Aufhebung des Klosters als Dorfkirche, ab 1815 als Domänenscheune und brannte 1939 aus.
Verwaltungsmäßig gehörte Veßra bis 1815 zum hennebergischen bzw. kursächsischen Amt Schleusingen, danach bis 1945 zum preußischen Landkreis Schleusingen.
Die angegliederte Siedlung war stets sehr klein. 1790 gab es knapp 150 Einwohner, 1910 waren es etwa 250. Der Ort war von der landwirtschaftlichen Nutzung der Domäne geprägt. Zeitweise war er für das Gestüt der Domäne bekannt, das zwar schon seit 1677 bestand, aber an überregionaler Bedeutung erst gewann, nachdem es 1815 zum königlich-preußischen Hauptgestüt (Hauptgestüt Veßra) ausgebaut worden war. Letzteres wurde 1840 zugunsten des Hauptgestüts Graditz aufgegeben. Die Porzellanfabrik und -malerei Herda, Bofinger & Co war ab 1893 vor Ort aktiv und beschäftigte neben Formern und Schleifern auch Porzellanmaler. Die nach dem Austritt von Hugo Herda im Jahr 1906 in Bofinger & Co umbenannte Gesellschaft ging 1921 als Porzellanfabrik Kloster Veßra AG in Liquidation. 1939 richtete die damals mit Sitz in Suhl (heute in Ulm) eingetragene Waffenfabrik Heinrich Krieghoff ein Nebenwerk in Veßra ein.
Während des Zweiten Weltkrieges mussten 124 Männer und Frauen Zwangsarbeit leisten, davon 98 bei Krieghoff und 22 auf der Domäne. Als nach der Auflösung der Domäne 1945 eine Landwirtschaftliche Produktionsgenossenschaft (LPG) entstanden war, wurden im Ort eine Baumschule und eine Schafzuchtanlage betrieben.

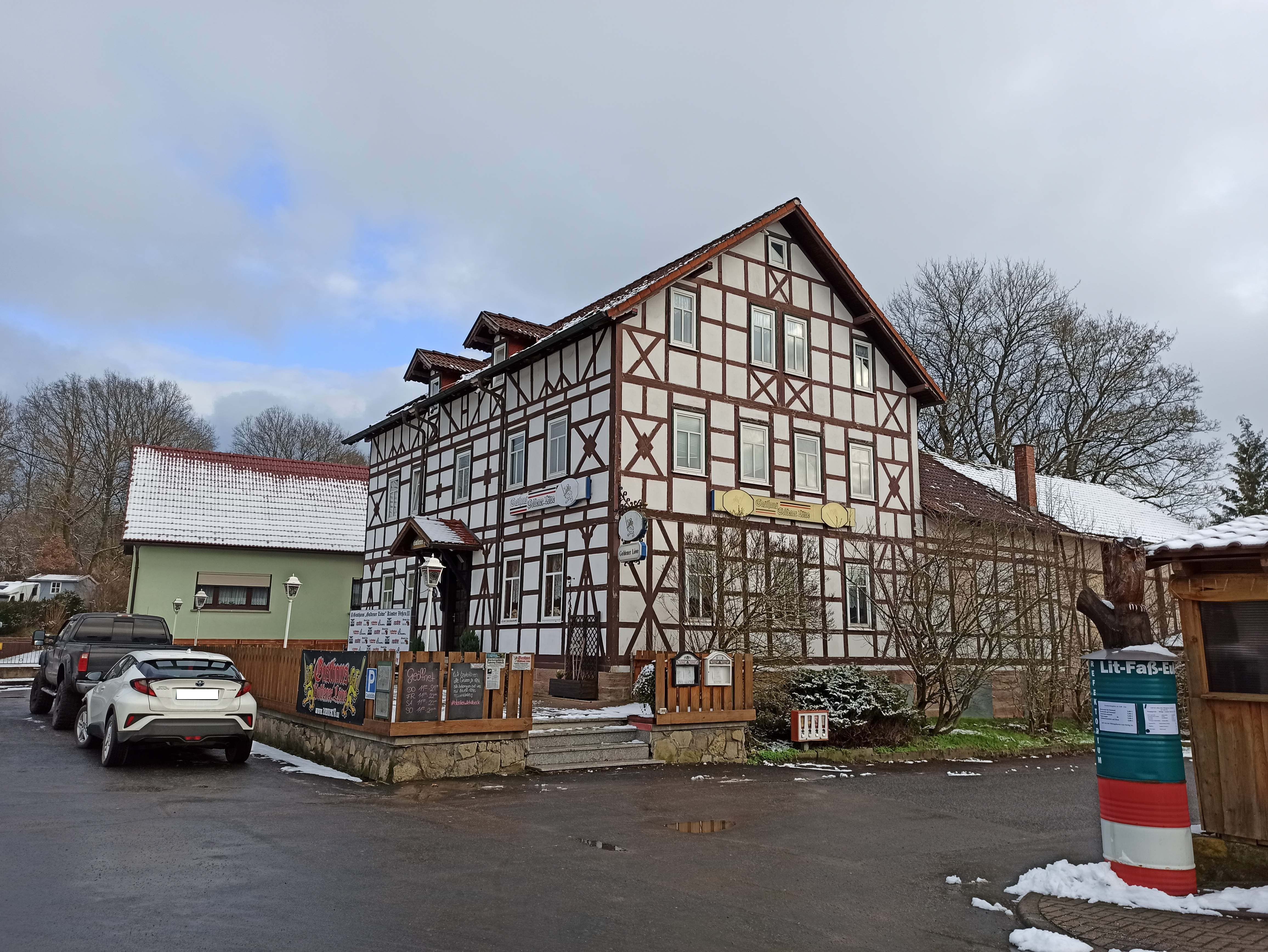
Gasthaus Goldener Löwe, Kloster Veßra

Im Dezember 2014 kaufte der Neonazi-Aktivist, Rechtsrock-Konzertveranstalter, Neonazi-Merchandise-Unternehmer und NPD-Politiker sowie  Kreistagsabgeordneter im Landkreis Hildburghausen Tommy Frenck für 80.000 Euro das Lokal Goldener Löwe und machte daraus einen weit bekannten Neonazi-Treffpunkt und Veranstaltungsort. Im Juni 2022 trat Frenck bei der Bürgermeisterwahl in Kloster Veßra an und erhielt 30 Prozent der Stimmen, verlor jedoch die Wahl deutlich gegen den Amtsinhaber Wolfgang Möller.

## Gemeinderat
Der Gemeinderat in Kloster Veßra besteht aus sechs Ratsmitgliedern:
- Feuerwehrverein Neuhof e. V. 1991: 2 Sitze (41,9 %)
- Bündnis Zukunft Hildburghausen: 2 Sitze (25,6 %)
- Heimat Zollbrück-Neuhof-Kloster Veßra: 1 Sitz (17,3 %)
- Freiwillige Feuerwehr Kloster Veßra: 1 Sitz (15,3 %)

(Stand: Kommunalwahl am 26. Mai 2024)

## Klosteranlage und Freilichtmuseum

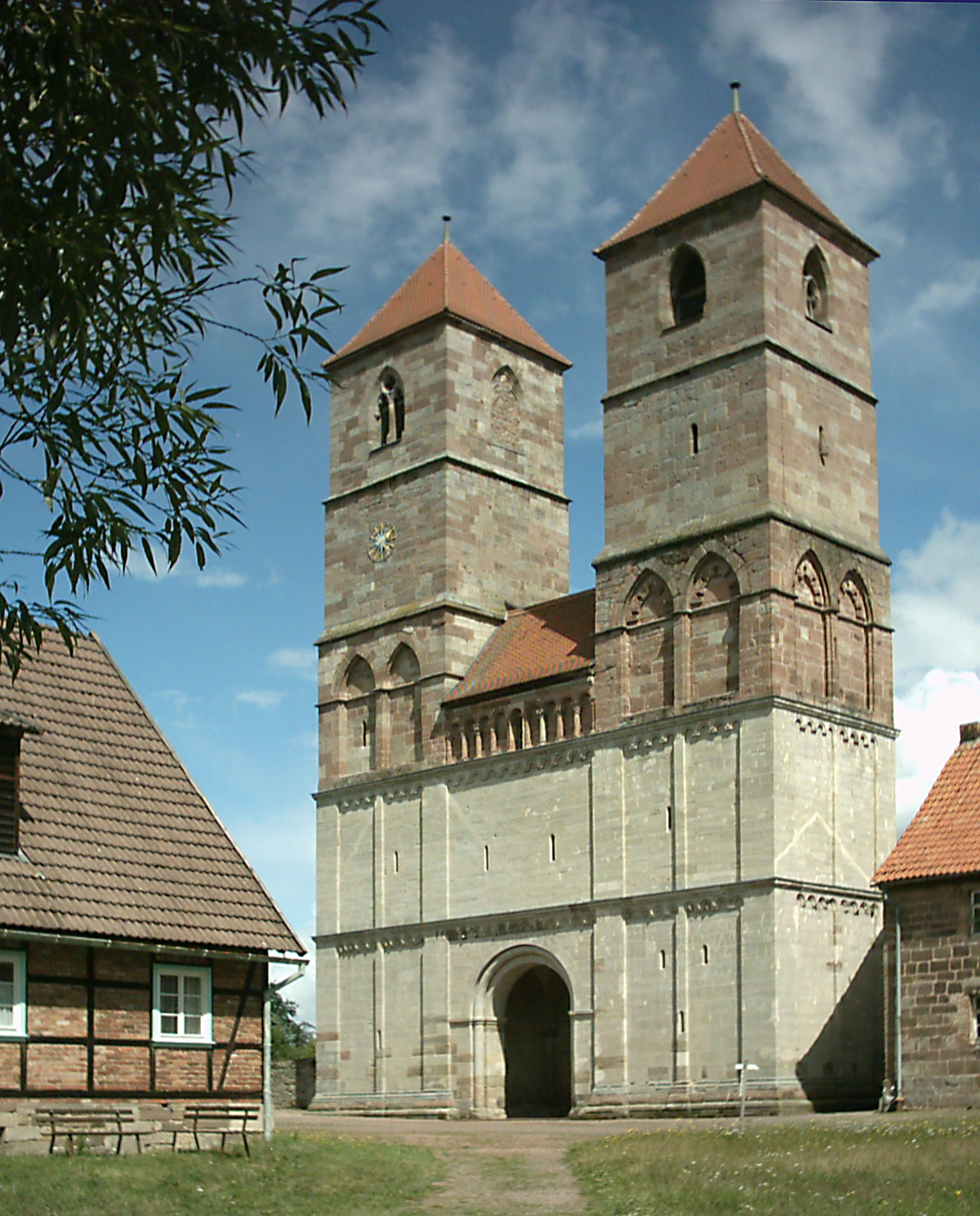
Ruine der Stiftskirche St. Marien des Klosters Veßra

Das ehemalige Prämonstratenserkloster Veßra liegt am Ortsrand unweit der Mündung der Schleuse in die Werra.
In dem von einer Mauer umgebenen, etwa sechs Hektar großen Klosterhof ragt die Ruine der Klosterkirche St. Marien auf, dem bedeutendsten romanischen Baudenkmal im Gebiet zwischen Rhön, Grabfeld und Rennsteig. Um die Klosterruine gruppieren sich weitere Gebäude der ehemaligen Klosteranlage wie die Torkapelle, die Klausur und ein Rest des Kreuzgangs.
Die 1131 erfolgte Gründung des Doppelklosters  des Prämonstratenserordens geht auf den Hennebergischen Grafen Godebold II. († 1144) und seine Ehefrau Liutgard zurück. 1138 wurde die Stiftskirche durch Otto von Bamberg geweiht. Drei Jahre später erhielt das Kloster die päpstliche Bestätigung. Jahrhundertelang war Veßra das Hauskloster und mit der Henneberger Kapelle bis 1566 die Grablege der Grafen von Henneberg (etwa von Berthold von Henneberg und Wilhelm III. von Henneberg), der in diesem Gebiet bis 1583 herrschenden Dynastie. Landesherr Johann Friedrich von Sachsen säkularisierte das Kloster im Zuge der Reformation im Jahr 1533, mit Ausnahme der Stiftskirche, die fortan als Dorfkirche diente. Die Grafen von Henneberg wandelten die Klosteranlage in den Jahren von 1543/1544 bis 1573, dem Todesjahr des letzten Abtes von Veßra, in eine landesherrliche Domäne um. Die neue Bestimmung führte im Laufe der Zeit zu dem teilweisen Verfall der Gebäude. Das königlich-preußische Hauptgestüt Veßra missbrauchte ab 1815 das Kirchenschiff jahrelang als Scheune. 1939 machte ein Großfeuer die Kirche zur Ruine. Die Grabkapelle der Grafen von Henneberg wird nun als Dorfkirche genutzt. Heute erkennt man noch das großartige Gotteshaus von Veßra.
Nach über 400-jähriger Nutzung als landesherrliche, später staatliche Domäne und ab 1953 als Sitz einer LPG bekam Kloster Veßra 1975 mit dem Einzug des Agrarhistorischen Museums des Bezirkes Suhl wieder eine kulturelle Funktion.
Seit 1990 beherbergt die ehemalige Klosteranlage das Hennebergische Museum Kloster Veßra, in dem sich die Gebäude der Kloster- und Domänenzeit mit den dorthin umgesetzten ländlichen Wohn-, Wirtschafts- und Kommunalbauten zu einem Freilichtmuseum verbinden. Dazu gehört auch das umgesetzte Dorfbrauhaus aus Wolfmannshausen mit der vollfunktionsfähigen Brauanlage, die mehrmals im Jahr in Betrieb genommen wird.

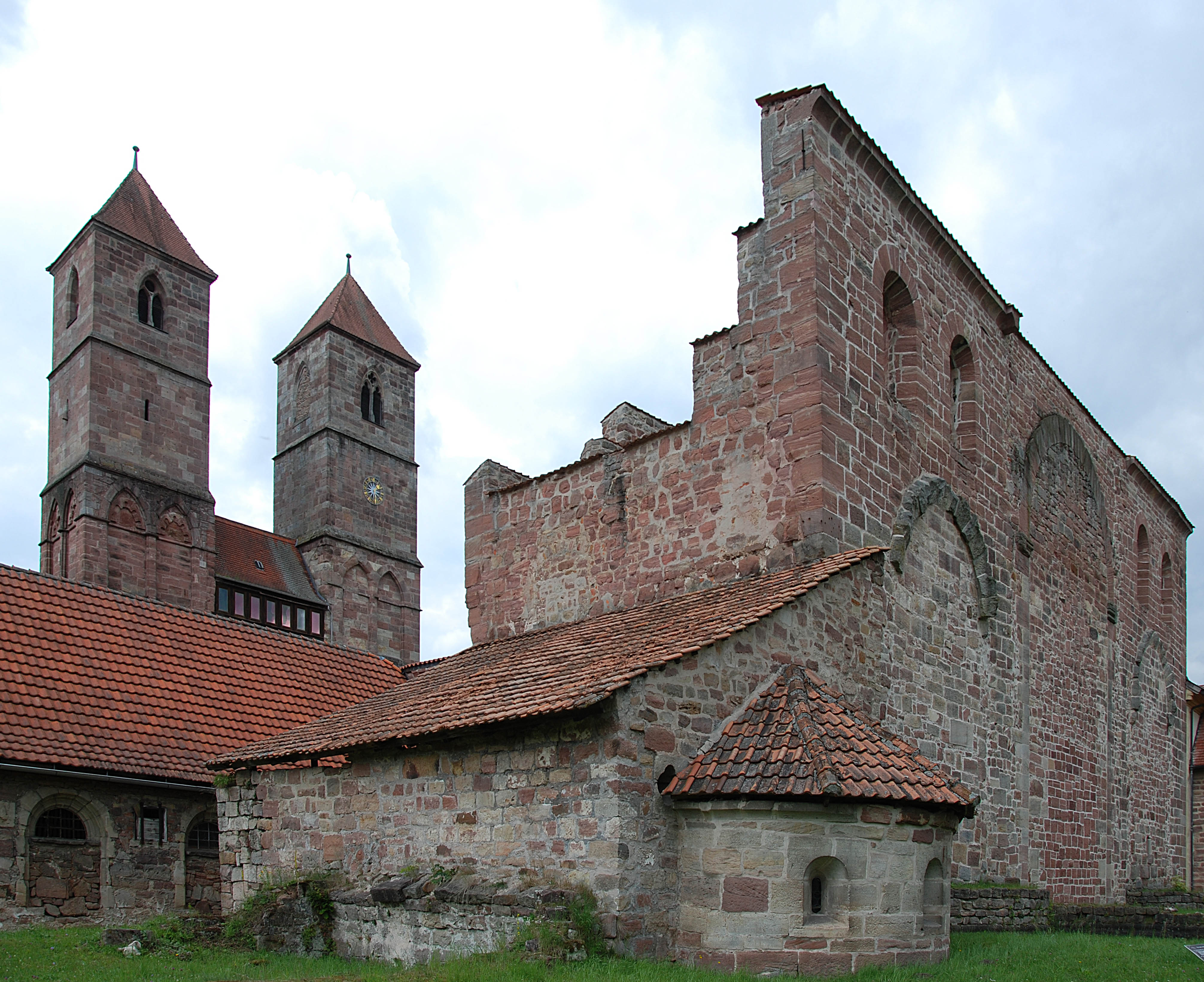
Ruine der Klosterkirche
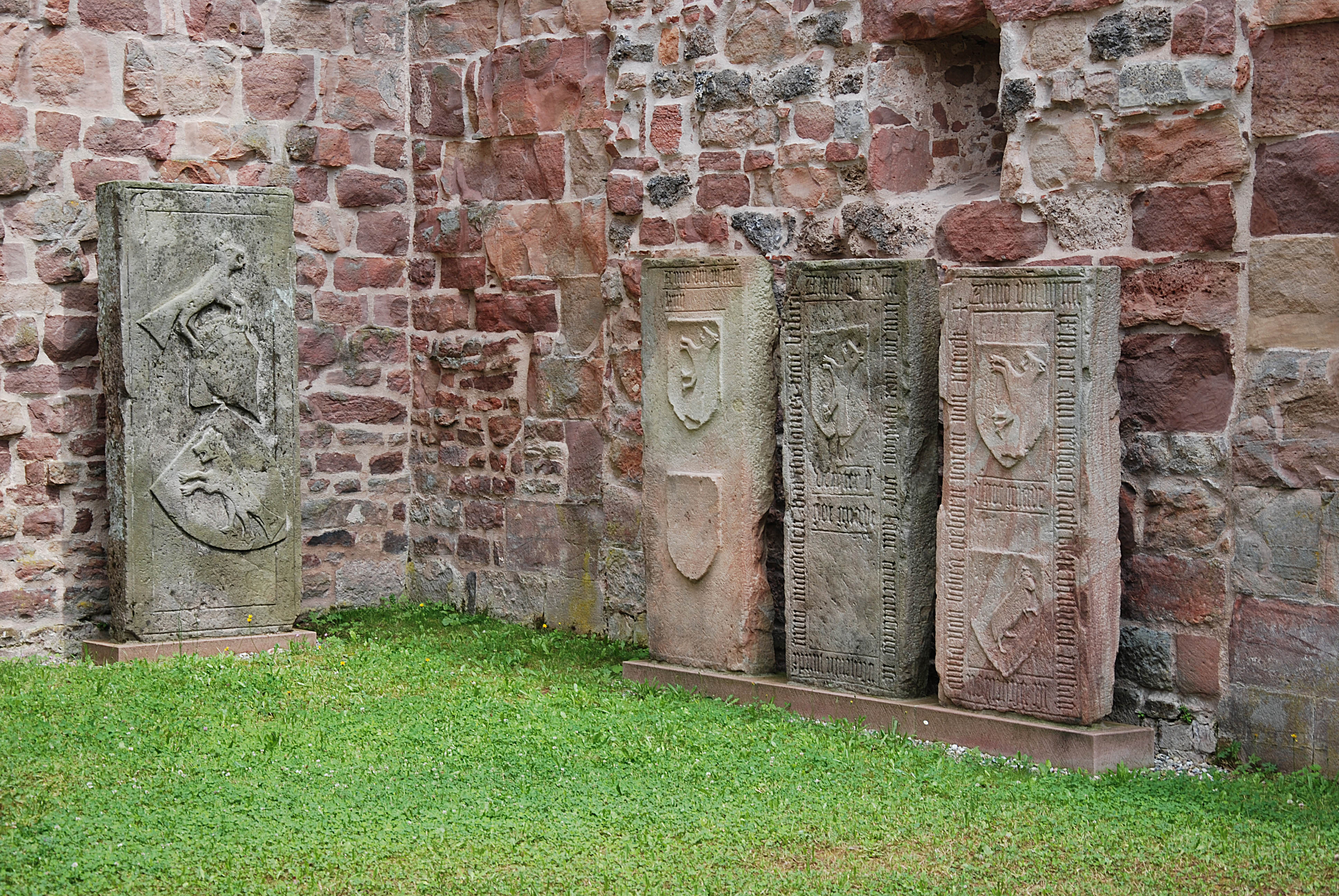
Bibrasche Kapelle
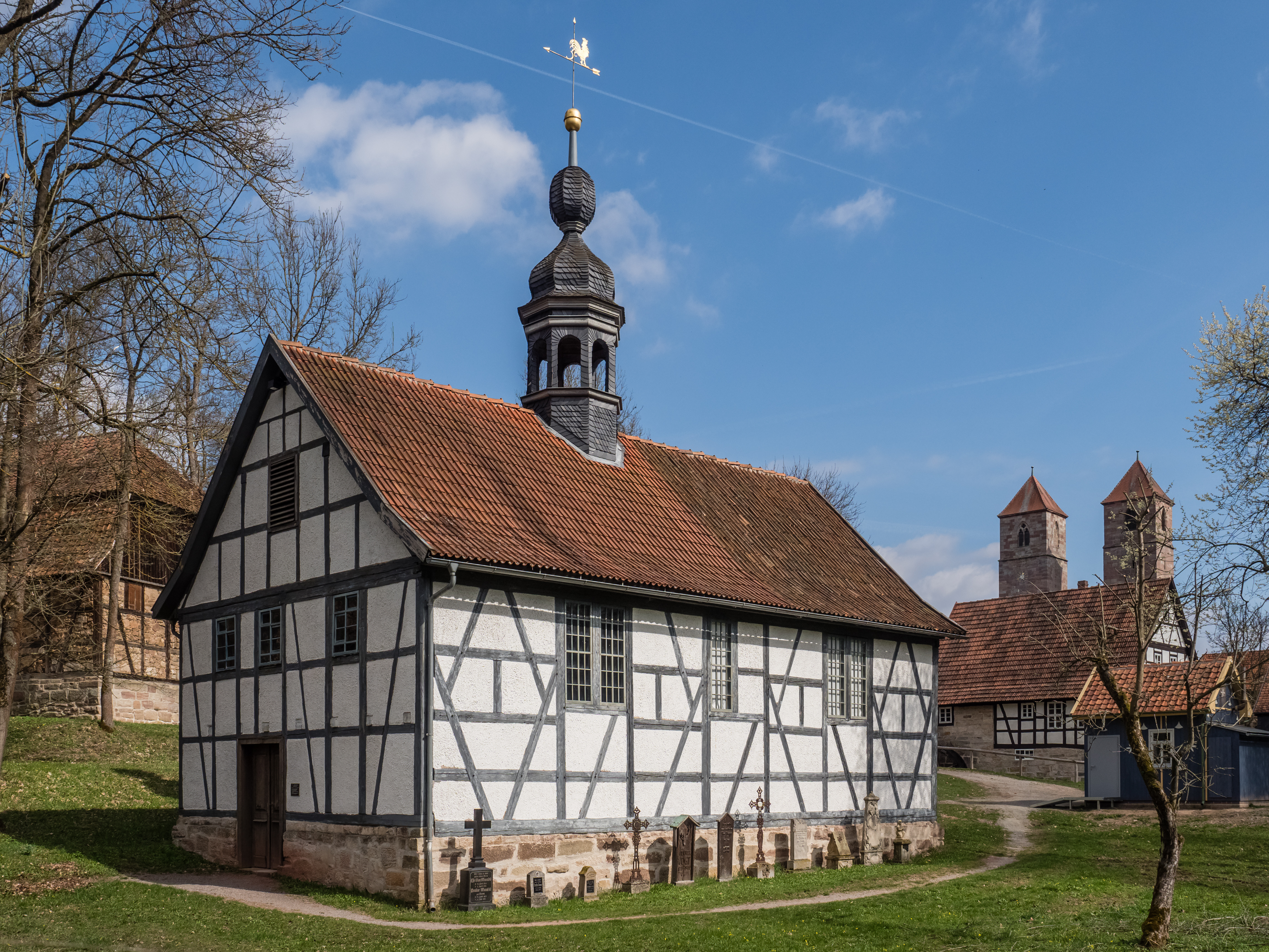
Totenhofkapelle
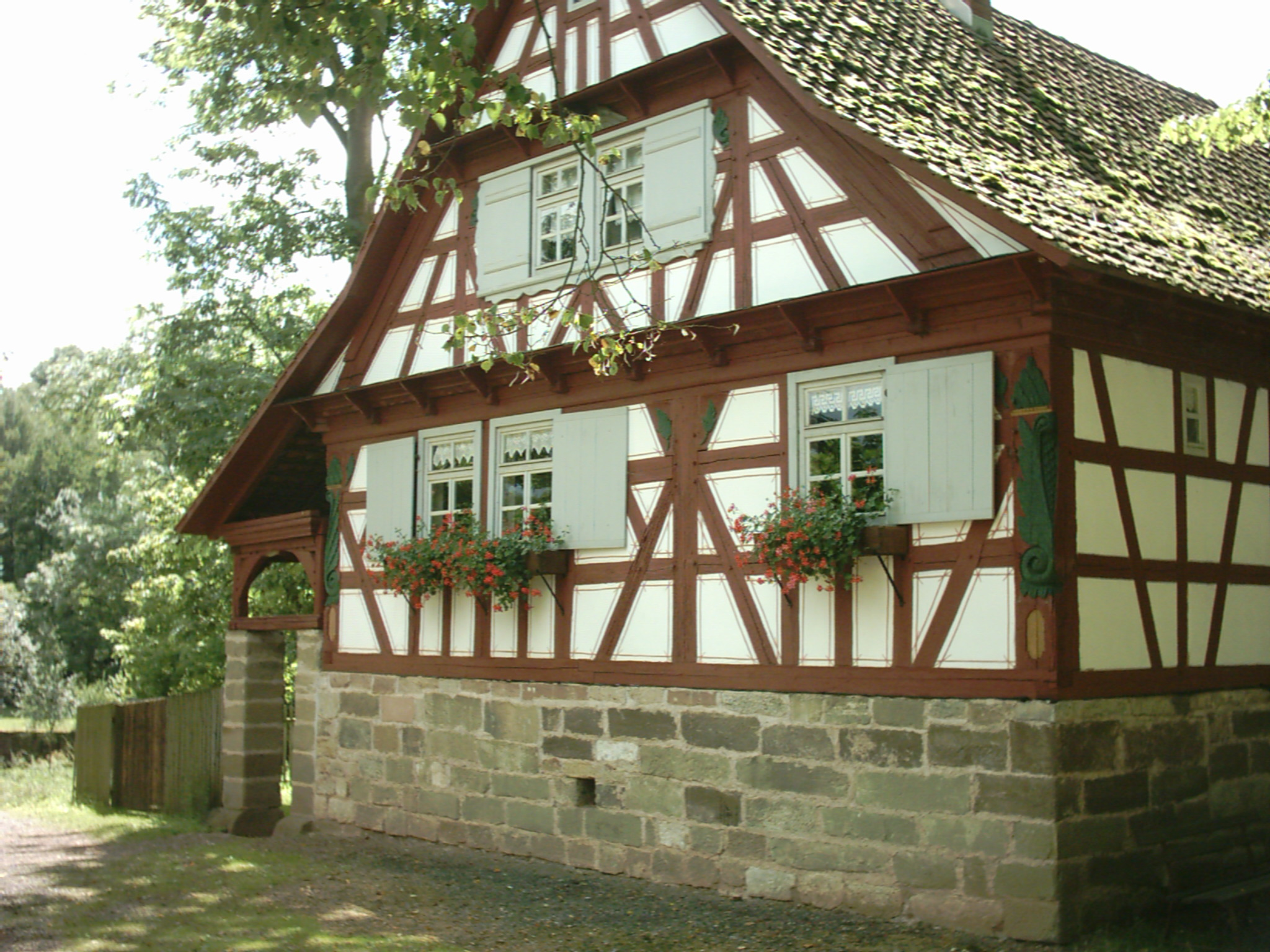
Altes Bauernhaus von 1716 im Museum Kloster Veßra
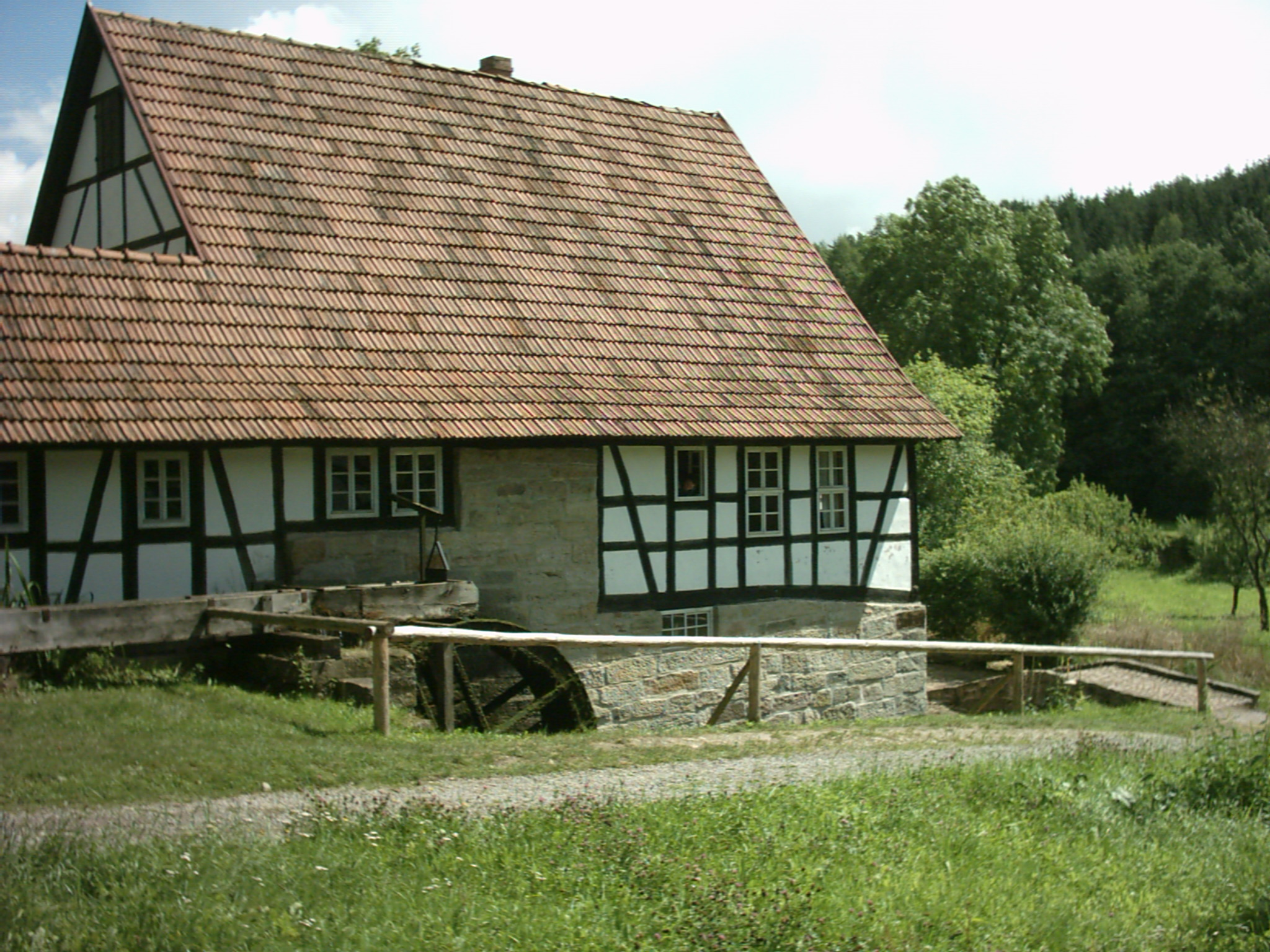
Alte Wassermühle (teilweise um 1600) im Museum Kloster Veßra

## Persönlichkeiten

### Söhne und Töchter des Ortes
- Johann Friedrich Trier (1652–1709), sächsischer Hof- und Justizienrat, Bibliothekar und Bergbauunternehmer
- August Wilhelm Ammon (1812–1895), Maler
- Willi König (1884–1955), Meteorologe und Hochschullehrer

### Personen mit Bezug zum Ort
- Eberwin von Rodach († 1349), Protonotar von Markgraf Ludwig von Brandenburg, überließ Schenkungen dem Kloster
- Georg Gottlieb Ammon (1773–1839), Pferdezüchter und Autor, gestorben in Veßra
- Günther Wölfing (1940–2019), Direktor des Hennebergischen Museums im Kloster Veßra
- Uta Bretschneider (* 1985), Kulturwissenschaftlerin, Direktorin des Hennebergischen Museums im Kloster Veßra
- Tommy Frenck (* 1987), Neonazi und Gastronom im „Goldenen Löwen“

## Filme
- Kloster Veßra – Begegnung mit der Vergangenheit. Dokumentarfilm, Regie: Robert Sauerbrey, Deutschland 2012.[17]